# 安東春
安東春（？—），朝鮮政治人物，任職朝鮮作家同盟中央委員會委員長、朝鮮勞動黨中央委員會中央候補委員及最高人民會議代議員。

## 生平
安東春於2007年出任朝鮮作家同盟的中央委員會委員長。2009年4月，首次當選為最高人民會議的代議員。翌年初，接替康能洙為文化部部長。同年，入選黨中央委員會的候補委員名單。在之後的一年，他成為宣傳委員會的委員長。2014年3月，連任為最高人民會議的代議員。同期，離任文化部部長一職。

## 資料來源
1. 1 2 3  .   [2014-05-19]. （原始内容存档于2019-07-31）.
2. ↑  "朝鮮任命安東春為內閣新文化相" （页面存档备份，存于） 《多維新聞》 2010 1 23